# Porto Rico ai Giochi della XVII Olimpiade
Porto Rico partecipò ai Giochi della XVII Olimpiade che si sono svolti a Roma dal 25 agosto all'11 settembre 1960, con una delegazione di 27 atleti impegnati in sei discipline per un totale di 13 competizioni. Portabandiera alla cerimonia di apertura fu il cestista Toñín Casillas.
Fu la quarta partecipazione di questo paese ai Giochi Olimpici. Non furono conquistate medaglie.

## Risultati

### Pallacanestro
| Atleta | Classifica |
| --- | ---------- |
| V · D · M Nazionale portoricana - Pallacanestro ai Giochi della XVII Olimpiade 3 Rodríguez · 4 Cruz · 5 Valle · 6 Santori · 7 Cancel · 8 Vicéns · 9 Morales · 10 Cestero · 11 Bocachica · 12 Báez · 13 Casillas · 14 Droz · All. Howie Shannon | 13°        |
| Nazionale portoricana - Pallacanestro ai Giochi della XVII Olimpiade |            |
| 3 Rodríguez · 4 Cruz · 5 Valle · 6 Santori · 7 Cancel · 8 Vicéns · 9 Morales · 10 Cestero · 11 Bocachica · 12 Báez · 13 Casillas · 14 Droz · All. Howie Shannon                                                                                |            |